# كيتيسورو
كيتيسورو هي ضاحية سكنية في نيروبي. اسم كيتيسورو مشتق من اسم نهر "جيتاتورو" القريب، وهو اسم مستعار من السكان الأصليين للمنطقة، وهم في الغالب من قبيلة الكيكويو. وهي جزء من دائرة كيتيسورو الانتخابية في مقاطعة مدينة نيروبي.

## موقعها الجغرافي
تقع كيتيسورو على بعد حوالي 9.5 كيلومتر (5.9 ميل)، بالطريق البري، شمال غرب منطقة الأعمال المركزية في نيروبي. إحداثيات كيتيسورو هي:01 12 24S، 36 46 08E (خط العرض: -1.2400؛ خط الطول: 36.7688). وهي ضاحية سكنية راقية في نيروبي. تضم العديد من الأحياء السكنية التي تضم مدارس ودور عبادة، بما في ذلك نيو كيتيسورو، المحاذية لمويموتو في مقاطعة كيامبو.

## مؤسساتها التعليمية
تشمل المؤسسات التعليمية الموجودة في هذه المنطقة المدرسة الدولية في كينيا (التي تخدم في الغالب موظفي السفارة الأمريكية) ومدرسة الأمم (كينيا)، وهي مدرسة دولية مسيحية أنشأها المبشرون الكوريون الجنوبيون.

## سكانها
لم يُعلن عن عدد سكان كيتيسورو بدقة حتى نوفمبر 2010. تُشكل مناطق لوريشو وكيونا وكابيتي السفلى جزءًا من مقاطعة كيتيسورو الكبرى. تشمل بعض الطرق التي تمر عبر منطقة كيتيسورو طريق كابيتي السفلى، وطريق غيتاثورو، وطريق كيتيسورو، وطريق كيراوا، وطريق نغيتشا، وجزءًا من طريق بيبوني.